# Jacob Trenskow
Jacob Trenskow, né le 26 novembre 2000 à Aarhus au Danemark, est un footballeur danois qui joue au poste d'ailier droit au SC Heerenveen.

## Biographie

### En club
Né au Danemark, Jacob Trenskow est formé par l'AGF Aarhus. Il quitte le club à l'été 2020 sans y avoir joué le moindre match avec l'équipe première et rejoint l'AC Horsens où, après avoir été mis à l'essai pendant une semaine, il signe son premier contrat professionnel avec le club le 18 septembre 2020.
Il joue son premier match en professionnel lors d'un match de coupe du Danemark contre le Næsby Boldklub (en) le 7 octobre 2020. Il entre en jeu à la place de Bjarke Jacobsen (en) et se fait remarquer en marquant également son premier but, permettant à son équipe de s'imposer par trois buts à zéro. 
Non conservé pas l'AC Horsens à la fin de son contrat, Trenskow rejoint les Îles Féroé pour s'engager librement en faveur du NSÍ Runavík le 16 février 2021. Le contrat est d'une durée de deux ans, soit jusqu'en décembre 2022.
Jacob Trenskow fait son retour au Danemark en signant le 25 janvier 2022 avec le HB Køge pour un contrat d'un an et demi, soit jusqu'en juin 2023.
Le 9 juin 2023, Jacob Trenskow signe en faveur du club suédois du Kalmar FF pour un contrat courant jusqu'en décembre 2026.
Trenskow inscrit son premier but pour le Kalmar FF le 27 juillet 2023, lors d'une rencontre qualificative pour la phase de groupe de la Ligue Europa Conférence 2023-2024 face au FC Pyunik. Titulaire, il ouvre le score mais son équipe est finalement battue par deux buts à un.
Le 9 août 2024, Jacob Trenskow rejoint le SC Heerenveen. Il signe un contrat de quatre ans, soit jusqu'en juin 2028.

### En sélection
Jacob Trenskow représente l'équipe du Danemark des moins de 16 ans, jouant un seul match avec cette sélection, le 20 avril 2016 contre la Belgique. Il est titularisé et son équipe s'impose par trois buts à deux.